# پسوریازیس پوسچولار منتشر

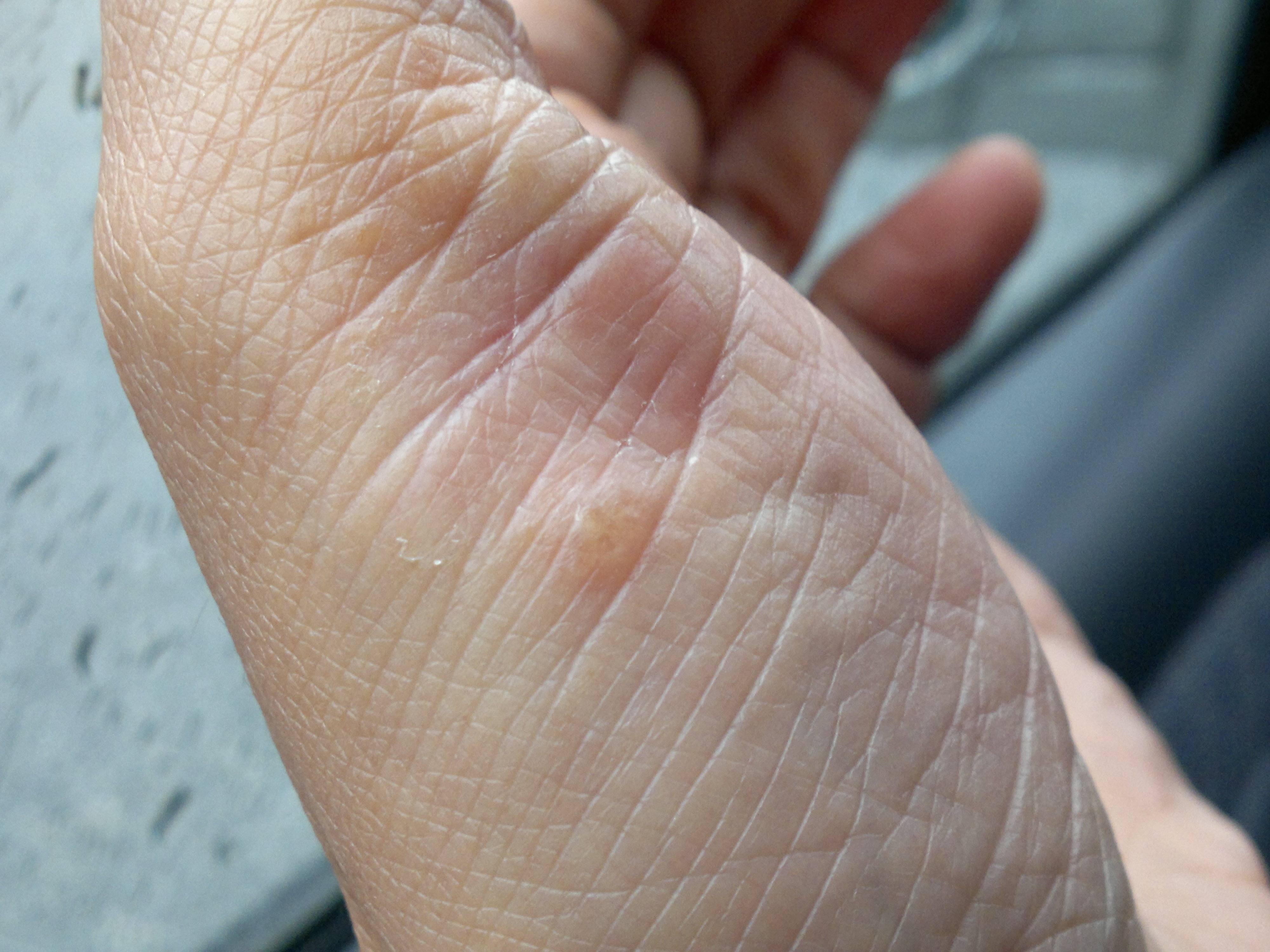
پسوریازیس پوسچولار

می‌تواند در شکل‌های مختلف ارائه شود. برخلاف اشکال عمومی‌تر و رایج پسوریازیس، GPP معمولاً تمام بدن و با پر از تاول چرکی به جای پلاک پوشش می‌دهد. GPP می‌تواند در هر سنی رخ دهد، اما در کودکان نادر است. این می‌تواند با یا بدون شرایط پسوریازیس قبلی یا سابقه به نظر برسد، و می‌تواند در قسمت‌های دوره‌ای دوباره عود کند.